# 28 mai dans les chemins de fer
28 avril 28 juin
Chronologies thématiques
- Croisades
- Sports
- Disney

Cette page concerne les événements qui se sont déroulés un 28 mai dans les chemins de fer.

## Événements

### XIXesiècle
- 1857. Espagne : Inauguration de la section Alar del Rey-Reinosa du chemin de fer d'Alar del Rey à Santander (Sociedad del Ferrocarril de Isabel II).

### XXesiècle
- 1967. France : mise en service du premier train roulant à 200 km/h en vitesse commerciale en Europe : le Capitole reliant Paris et Toulouse, grâce aux BB 9200.
- 1978. Italie : suppression du TEE Cycnus entre Milan et Vintimille.
- 2000. Pays-Bas-Italie : mise en circulation de l'Overnight Express, train de nuit mixte, voyageurs et marchandises, qui relie Amsterdam à Milan.

### XXIesiècle
- 2010. Inde : le déraillement d'un train, reliant Calcutta à Bombay, provoque la mort d'au moins 71 personnes et fait 120 blessés.